# Simena
L'antique Simena (en grec ancien, Σίμηνα), appelée aujourd'hui "Kale" ou anciennement Kaleköy, est un village et un site archéologique de l'Antiquité en province de Lycie (Turquie).
Il est situé dans l'un des endroits les plus beaux de la côte turque, sur une presqu'île, et n'est pas accessible par la route.
C'est un petit village avec ses vestiges, en partie immergés, dépendant de la cité antique d'Aperlae ; on y voit notamment d'anciens sarcophages. C'est aussi une station balnéaire avec ses restaurants de poisson et ses plats typiques de cuisine turque.
Sur l'île d'en face (Kekova), se trouvent les vestiges d'Apollonie de Lycie.
La ville antique a été détruite par un séisme au IIe siècle. Au Moyen Âge, une citadelle est bâtie, sans doute par les Génois, sur la colline qui domine le village.

## Galerie

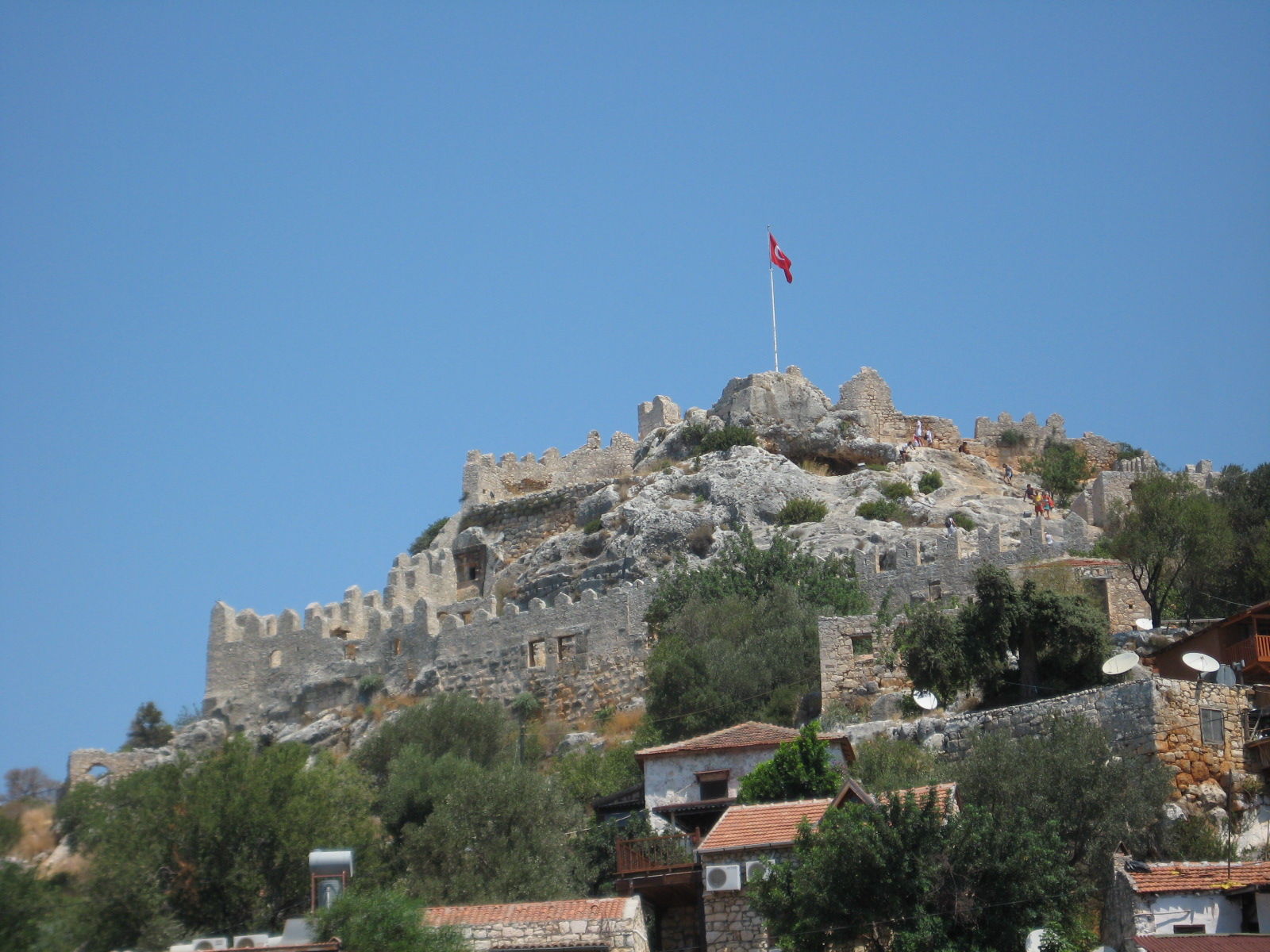
Simena
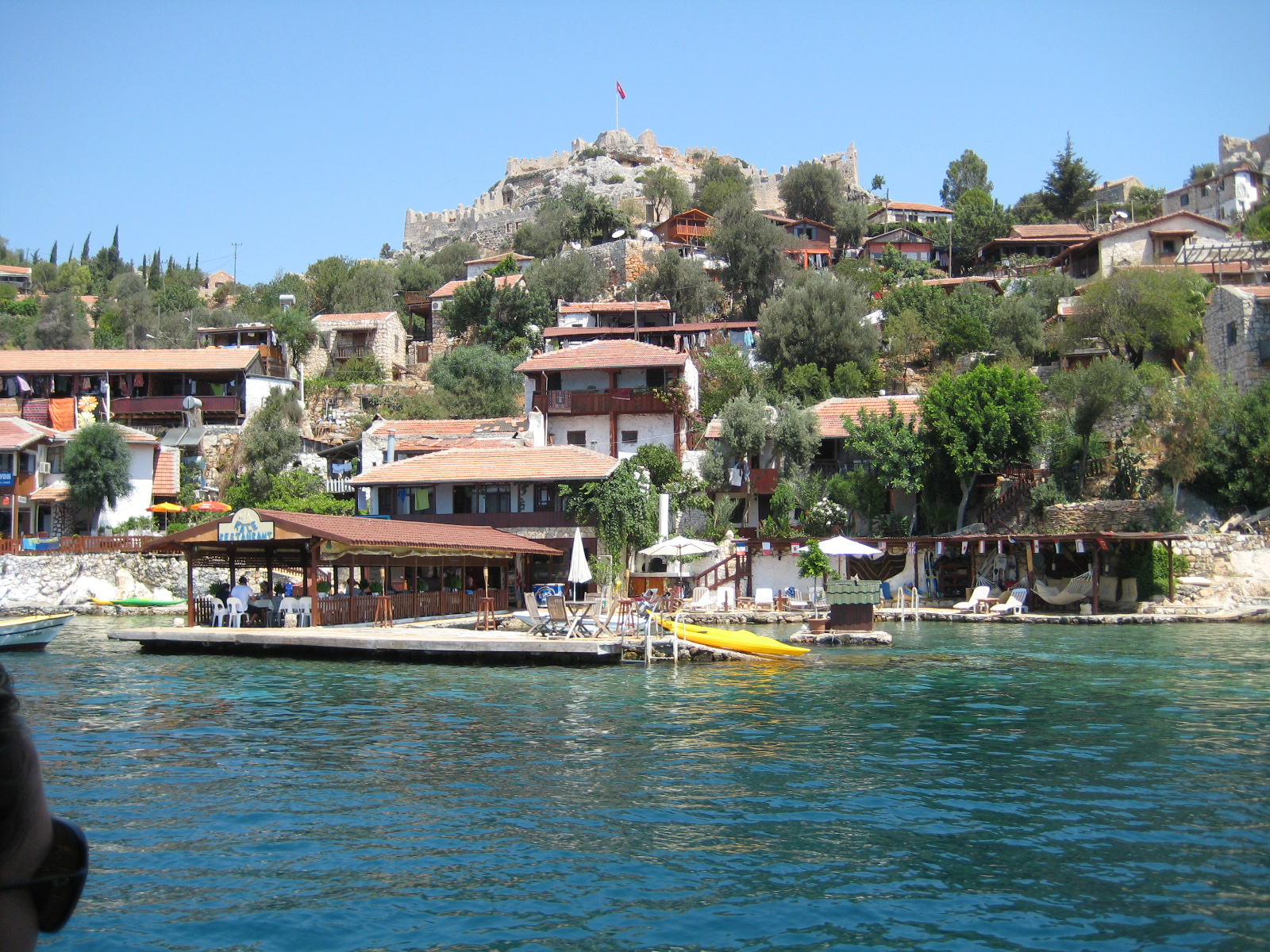
Simena
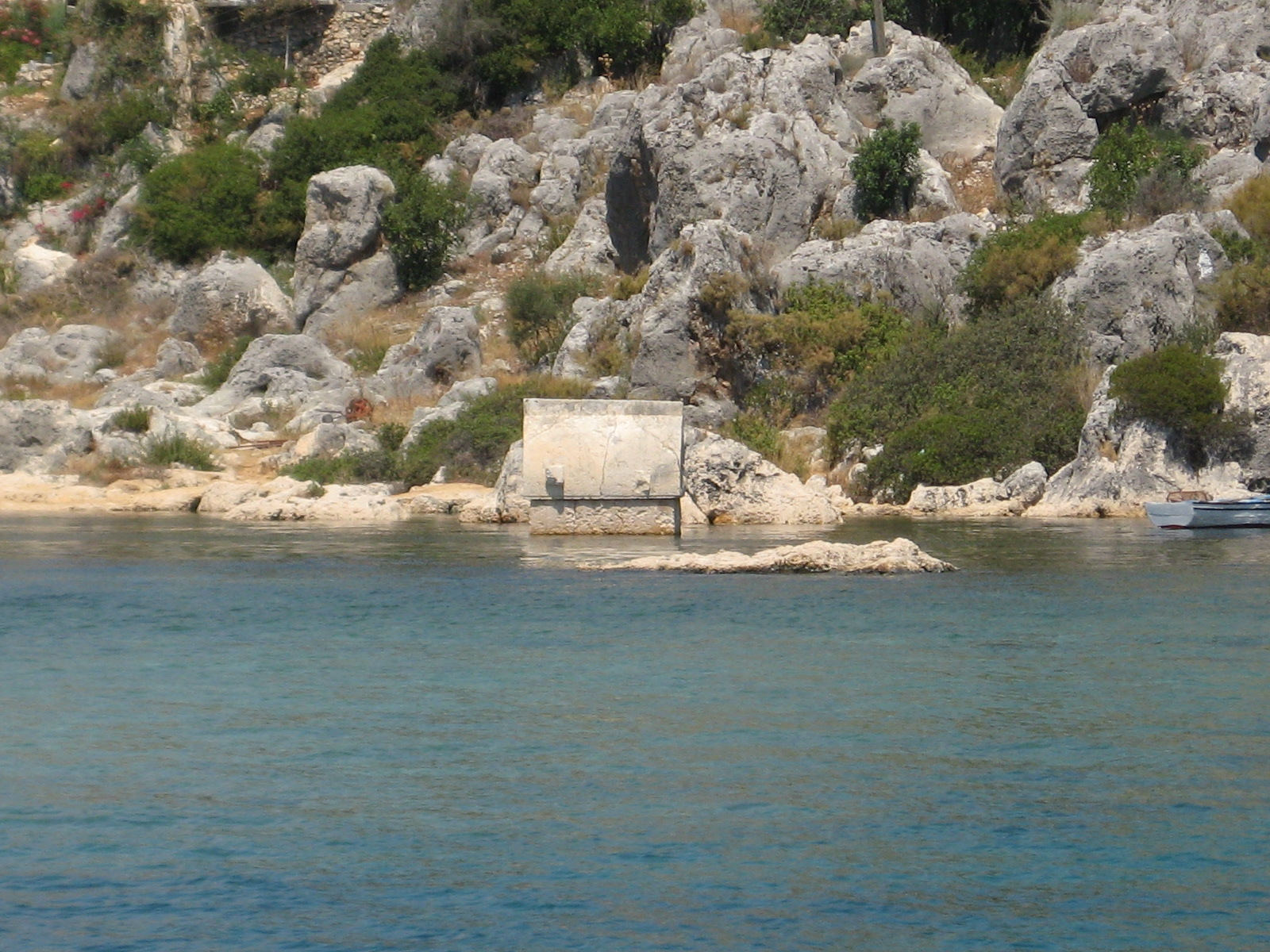
Simena
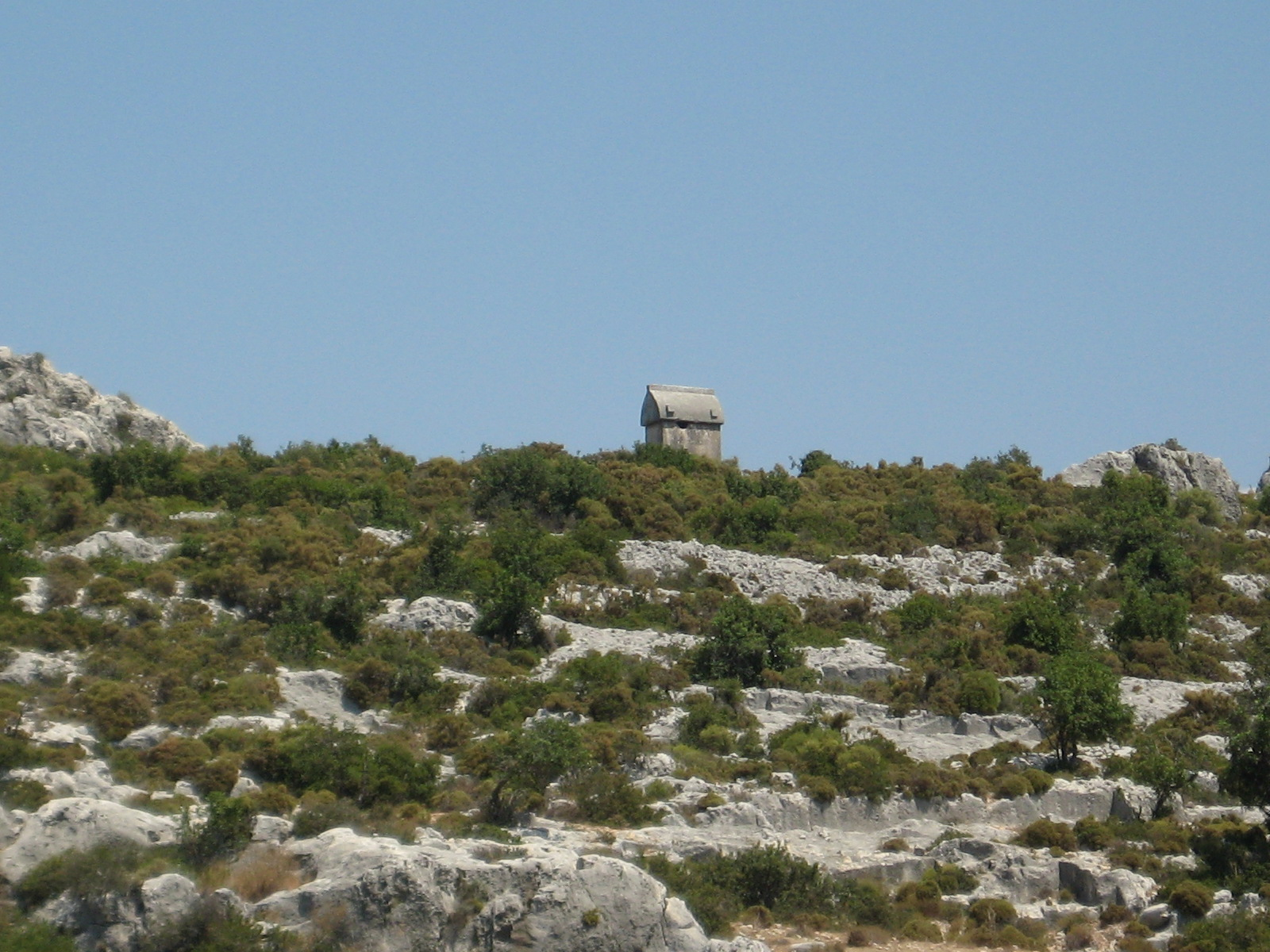
Simena